# Phokion J. Tanos
Phokion J. Tanos (* 1898; † 9. Februar 1972), auch bekannt als Phocion Jean Tano, Phoqué J. Tano, Phokion J. Tano, war ein zypriotischer Antiquitäten- und Kunsthändler in Kairo, der am Handel mit den Nag-Hammadi-Schriften beteiligt war.